# Stjepan VIII.
Stjepan VIII., papa od 14. srpnja 939. do listopada 942. godine.